# Siphonellopsinae

Siphonellopsinae (лат.) — подсемейство Злаковых мух из семейства Chloropidae.

## Описание
Мелкие злаковые мухи длиной несколько мм. Небольшая группа, включающая 3 рода (или до 8 родов по мнению других авторов). В 1983 году российский диптеролог Эмилия Нарчук выделила подсемейство Siphonellopsinae Duda, 1932 из составе семейства злаковые мухи в отдельное семейство Siphonellopsidae Nartshuk, 1983, что не было признано в последующих ревизиях группы.
Личинки нескольких видов обнаружены в гнёздах общественных или одиночных перепончатокрылых насекомых Hymenoptera, где они предположительно сапрофаги.
Около 80 видов, сапрофаги.

Siphonellopsinae Duda, 1932 (= Siphonellopsidae Nartshuk, 1983)
- Apotropina Hendel, 1907 (= Ectropa Schiner, 1868, Emmalochaeta Becker, 1916, Ephydroscinis Malloch, 1924, Hopkinsella Malloch, 1930, Neoborborus Rayment, 1931, Omochaeta Duda, 1930, Oscinelloides Malloch, 1940, Parahippelates Becker, 1911, Protohippelates Andersson, 1977, Terraereginia Malloch, 1928)
- Siphonellopsina Andersson, 1977
- Siphonellopsis Strobl, 1906 (= Chaetoscelis Nartshuk, 1963)